# Pandemia de COVID-19 em navios de cruzeiro
A pandemia de COVID-19 em navios de cruzeiro em 2020 foi um surto do novo coronavírus nos navios de cruzeiro Costa Serena, Diamond Princess, World Dream e MS Westerdam.

## Diamond Princess
Em 4 de fevereiro de 2020, o navio estava no mar japonês quando dez passageiros foram diagnosticados com o novo coronavírus de 2019 durante a pandemia de COVID-19. Um total de 3.700 passageiros e tripulantes foram colocados em quarentena pelo Ministério da Saúde, Trabalho e Bem-Estar do Japão pelo que era esperado um período de 14 dias, próximo ao Porto de Yokohama. No dia 23 de fevereiro de 2020, segundo a agência japonesa de notícias NHK, o número de passageiros infectados pelo novo coronavírus chegou a 691, com três mortes.

## MS Westerdam
Durante o mês de fevereiro de 2020, após o navio de cruzeiro MS Westerdam ter partido de uma paragem em Hong Kong em 1 de fevereiro, foi-lhe negada a autorização para atracar nas Filipinas, no Japão e em Guam devido a receios relativos à pandemia de COVID-19.
Em 10 de fevereiro, após ter recebido inicialmente autorização para atracar na Tailândia, no dia seguinte esta mesma autorização de aportar foi negada. No entanto, o navio continuou no mesmo rumo para Banguecoque e por volta das 09:30 horas GMT no dia 11 de fevereiro, o Westerdam navegou ao largo da ponta sul do Vietname.
Em 13 de fevereiro, foi permitido ao Westerdam aportar na cidade costeira de Sihanoukville, no Camboja.
Em 15 de fevereiro, a Malásia reportou que uma cidadã norte-americana de 83 anos que havia desembarcado do Westerdam e viajado de avião para a Malásia no dia 14 de fevereiro tinha acusado positivo no teste ao COVID-19. Num segundo teste, a pedido da Holland America Line e de autoridades do Camboja, a mulher acusou positivo no teste novamente.